# 4Q120

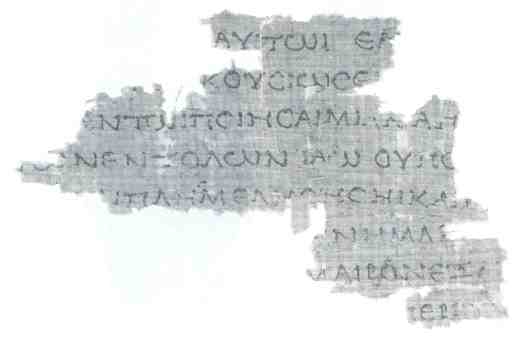
4Q120, fragmento, a. C

El mss 4Q120 (según el sistema antiguo de signos 4Q LXXLev b, pap4QLXXLevb) – es un manuscrito de la Septuaginta datado al siglo I a. C. Se destaca por traducir el Tetragrámaton del hebreo bíblico al griego como Ιαω (Iaō).

## Descripción
El manuscrito se encuentra en una condición muy fragmentada. Es un rollo que contiene un fragmentos del Libro de Levítico. El manuscrito fue encontrado en Qumrán en la gruta no. 4. Actualmente existen 97 fragmentos, pero solo 37 pudieron ser considerablemente reconstruidos y descifrados permitiéndose leer desde Levítico 1.11 a 5.2. Los demás son demasiado pequeños para ser identificados con exactitud.
En el 4Q120 se utiliza scriptio continua. Ocasionalmente se usan espacios entre las bandas para separar conceptos, y divisiones entre el texto. Se encuentra un signo especial (⌐) para separación de párrafos en el fragmento 27, entre las líneas 6 y 7. Esta aparenta testificar una transmisión clásica del capítulo 5 al 6.
La primera descripción de este documento se realizó en Supplements to Vetus Testamentum, Vol. IV, 1957. Se realizó una descripción y publicación completa del manuscrito en el año 1992 por Emanuel Tov en  Descubrimientos en el Desierto de Judea: IX. Cueva 4 Qumran: IV (en inglés). Il riferimento 4QLXXLev b indica que el rollo fue encontrado en la Cueva 4 de Qumran, que es un manuscrito de la LXX o Septuaginta, que contiene textos del Libro de Levítico y que es el segundo encontrado con ese contenido.

## Ιαω

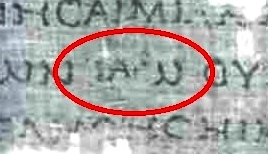
Detalle del Nombre Divino ΙΑΩ en Levítico 4:27.

Aparte de variantes de menor interés para la crítica textual, este manuscrito, en Levítico 3:12 (frg. 6) y 4:27 (frg. 20), muestra ΙΑΩ (Iao) como traducción del tetragrámaton hebreo יהוה. IAΩ puede ser una transliteración del término arameo YAHO. que se encuentra en los Papiros de Elefantina. El Códice Marchaliano es el único otro manuscrito conocido de la Septuaginta que usa ΙΑΩ, pero no en el texto sino solo en notas marginales.
En los 12 más antiguos manuscritos de la Septuaginta todavía existentes en forma fragmentada, tres (Papiro Fuad 266b, Rollo griego de los Profetas Menores de Nahal Hever y Papiro Oxirrinco 3522) tienen en correspondencia con versos en los que el tetragrámaton aparece en el texto hebreo el mismo tetragrámaton hebreo en medio del texto griego, uno tiene Ιαω, los otros ocho no contienen tales versos y por eso no indican cómo vertían el tetragrámaton hebreo. De los siguientes 12, fechados desde finales del siglo I d. C. hasta inicios del siglo III d. C., diez usan κύριος, los otros dos no contienen semejantes versos, pero uno de estos dos usa nomina sacra.
Skehan sugiere que ΙΑΩ es el término original en la versión Septuaginta del Pentateuco en lugar de las prácticas en varios manuscritos posteriores de meter en medio del texto griego el tetragrámaton en hebreo o de utilizar el término griego κύριος ("Señor"). Al mismo tiempo dice que en los libros proféticos (excepto Jeremías), tan atrás como se pueda rastrear, la Septuaginta emplea κύριος para representar יהוה. Por otro lado, la opinión que el texto original de la Septuaginta, incluso en el Pentateuco, tenía κύριος es sostenida por Pietersma, Rösel, Würthwein y Fischer y Mª Vª Spottorno y Díaz Caro.

## Texto según A. R. Meyer
Texto de los dos versos que contienen Ιαω:
Lev 3:12–13
[τωι ιαω] 12 εαν δ[ε απο των αιγων] 

[το δωρ]ον αυτο[υ και προσαξει εν] 

[αντι ι]αω 13 και ε[πιθησει τας χει]: 221 
Lev 4:27
[αφεθησεται ]αυτωι εαν[ δε ψυχη μια] 

[αμαρτ]η[ι α]κουσιως εκ[ του λαου της] 

[γης ]εν τωι ποιησαι μιαν απ[ο πασων] 

των εντολων ιαω ου πο[ιηθησε]: 220 

## Ubicación actual
El manuscrito se guarda en el Museo Rockefeller ubicado en Jerusalén como (4Q120).